# ABAドラフト
ABAドラフト（アメリカン・バスケットボール・アソシエーションドラフト, 英語: American Basketball Association Draft, ABA draft）は、1967年から1975年まで開催された。

## 全体1位指名選手
| 年度 | 指名チーム                       | 選手                                    | Pos. | 出身大学                                  |
| ---- | -------------------------------- | --------------------------------------- | ---- | ----------------------------------------- |
| 1967 | インディアナ・ペイサーズ         | ジミー・ウォーカー                      | SG   | プロビデンス大学フリアーズ                |
| 1968 | ヒューストン・マーベリックス     | エルビン・ヘイズ                        | PF/C | ヒューストン大学クーガーズ                |
| 1969 | ニューヨーク・ネッツ             | ルー・アルシンダー                      | C    | UCLAブルーインズ                          |
| 1970 | ニューヨーク・ネッツ             | ボブ・レイニア                          | C    | セントボナベンチャー大学ボニーズ          |
| 1971 | ダラス・チャパラルズ             | ジム・マクダニエルズ (Jim McDaniels)    | PF/C | 西ケンタッキー大学ヒルトッパーズ          |
| 1972 | バージニア・スクワイアーズ       | ボブ・マカドゥー                        | C/PF | ノースカロライン大学ターヒールズ          |
| 1973 | サンディエゴ・コンキスタドールズ | ボー・ラマー (Dwight Lamar)             | PG   | ルイジアナ大学ラギンケイジャンズ          |
| 1974 | バージニア・スクワイアーズ       | トム・マクミレン (Tom McMillen)         | PF/C | メリーランド大学テレピンズ (下記注釈参照) |
| 1975 | デンバー・ナゲッツ               | マービン・ウェブスター (Marvin Webster) | C    | モーガン州立大学ベアーズ                  |

注釈: 1974年のABAカレッジドラフトではなく、1974年のABAドラフトで指名されたNBA選手。